# Lisa Löns
Lisa H. Löns (auch: Lisa Hausmann und Lisa Löns sowie Louise Löns und Lisa Hausmann-Löns, geborene Louise Dorette Karoline Hausmann; * 2. September 1871 in Hannover; † 2. Dezember 1955 in Bad Oeynhausen) war eine deutsche Journalistin, Übersetzerin und Schriftstellerin.

## Leben

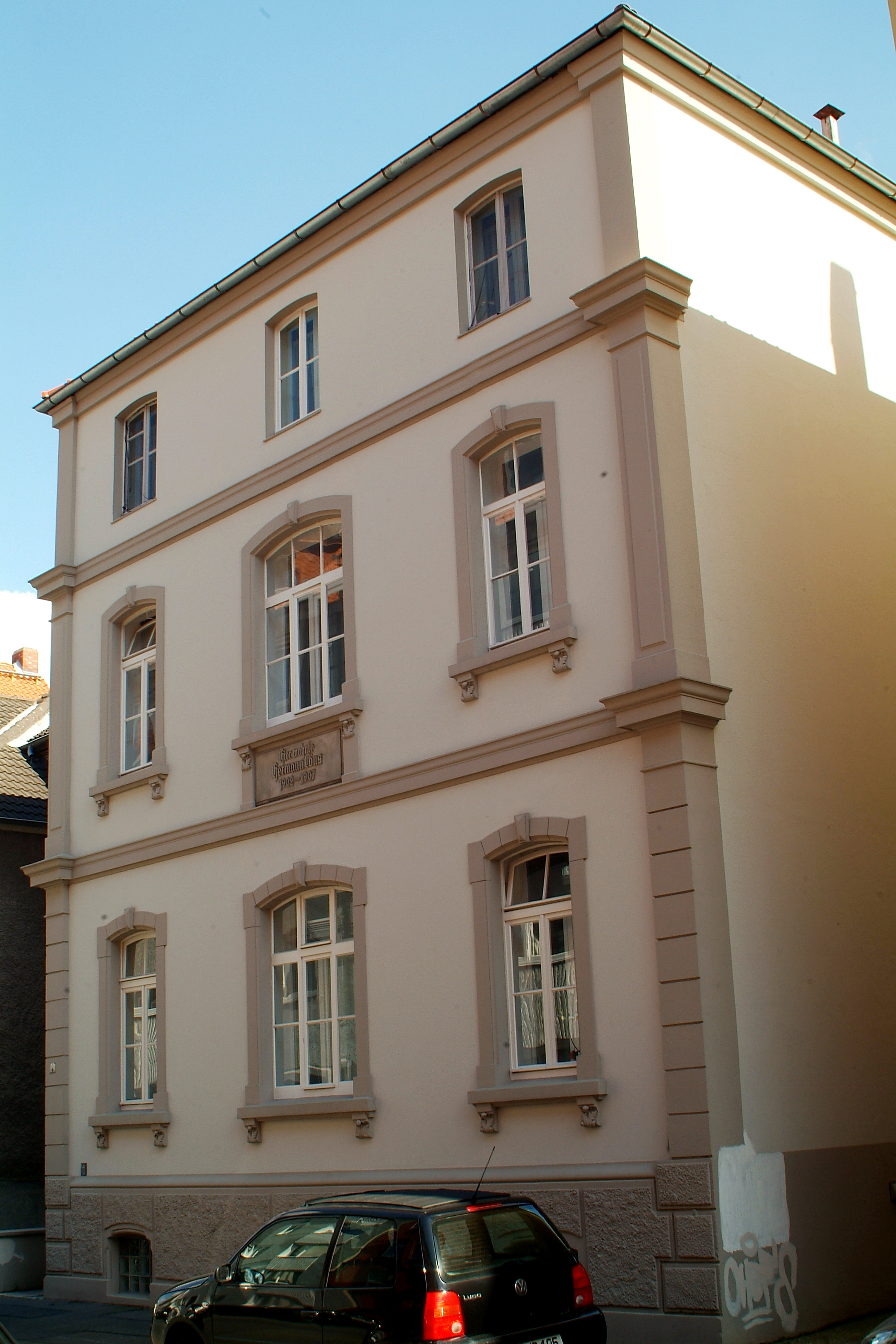
Das bis 1874 für Gustav Hausmann erbaute Wohnhaus Am Bokemahle 8 in der Südstadt von Hannover war von 1902 bis 1907 Wohnsitz für Lisa und Hermann Löns

Lisa Löns wurde im Gründungsjahr des Deutschen Kaiserreichs 1871 in Hannover als Tochter des Landschaftsmalers Gustav Hausmann und der Johanne geb. Fuess (1842–1911), der Tochter eines Papierfabrikanten, geboren.
Nach ihrem Schulbesuch arbeitete sie als Sekretärin in der Redaktion bei der Tageszeitung Hannoverscher Anzeiger. Während einer Führung durch das Kloster Wienhausen im Jahr 1900 lernte sie Hermann Löns kennen, den sie als dessen zweite Ehefrau im Jahr 1902 heiratete.
Lisa Löns unterstützte die schriftstellerische und journalistische Arbeit ihres Mannes, verfasste aber auch eigene journalistische Beiträge, die sie teilweise mit den Buchstaben „L-H-L“ für Lisa Hausmann-Löns kennzeichnete. Andere Arbeiten erschienen teilweise aber auch unter dem Namen ihres Mannes.
1906 wurde ihr geistig behinderter Sohn Dettmer († 1968) geboren. Nach einem Konflikt am 27. Juli 1911, als Hermann Löns in der gemeinsamen Wohnung einen Schuss abfeuerte, trennte sich Löns von ihrem Ehemann und zog zunächst nach Münster, 1914 dann nach Jena. In den Folgejahren übersetzte sie insbesondere verschiedene Romane aus dem Englischen.
Nachdem Lisa Löns bereits 1930 einen Kuraufenthalt in Bad Oeynhausen hatte, übersiedelte sie mehr als ein Jahrzehnt später und mitten im Zweiten Weltkrieg 1941 in den Kurort. In der frühen Nachkriegszeit setzte sie sich 1945 für die vom Britischen Militär besetzte Stadt ein. 1950 wurde sie nach Bad Salzuflen evakuiert, von wo aus sie erst 1955 nach Bad Oeynhausen zurückkehrte.
Lisa Löns wurde im Grab ihrer Mutter auf dem Stadtfriedhof Engesohde in Hannover beigesetzt.